# Queremismo
Queremismo foi um movimento político surgido em maio de 1945 com o objetivo de defender a permanência de Getúlio Vargas na presidência da República. A expressão se originou do slogan utilizado pelo movimento: "Queremos Getúlio". Significava o adiamento das eleições presidenciais, com o lançamento da candidatura de Vargas, e a convocação da Assembleia Nacional Constituinte.
No final do mês de outubro, Vargas tentou substituir o chefe de Polícia do Distrito Federal colocando no lugar seu irmão Benjamin Vargas e isso foi interpretado como preparação para sua continuidade no poder. Logo, o alto comando do Exército, tendo à frente o ministro da Guerra, general Góes Monteiro, depôs Vargas da Presidência, que em seguida foi entregue ao presidente do Supremo Tribunal Federal, José Linhares.
O movimento não atingiu seu objetivo, contudo, e a Constituição de 1946 foi elaborada sob a presidência de Eurico Gaspar Dutra, eleito em 2 de dezembro de 1945 para suceder Vargas.

## Características

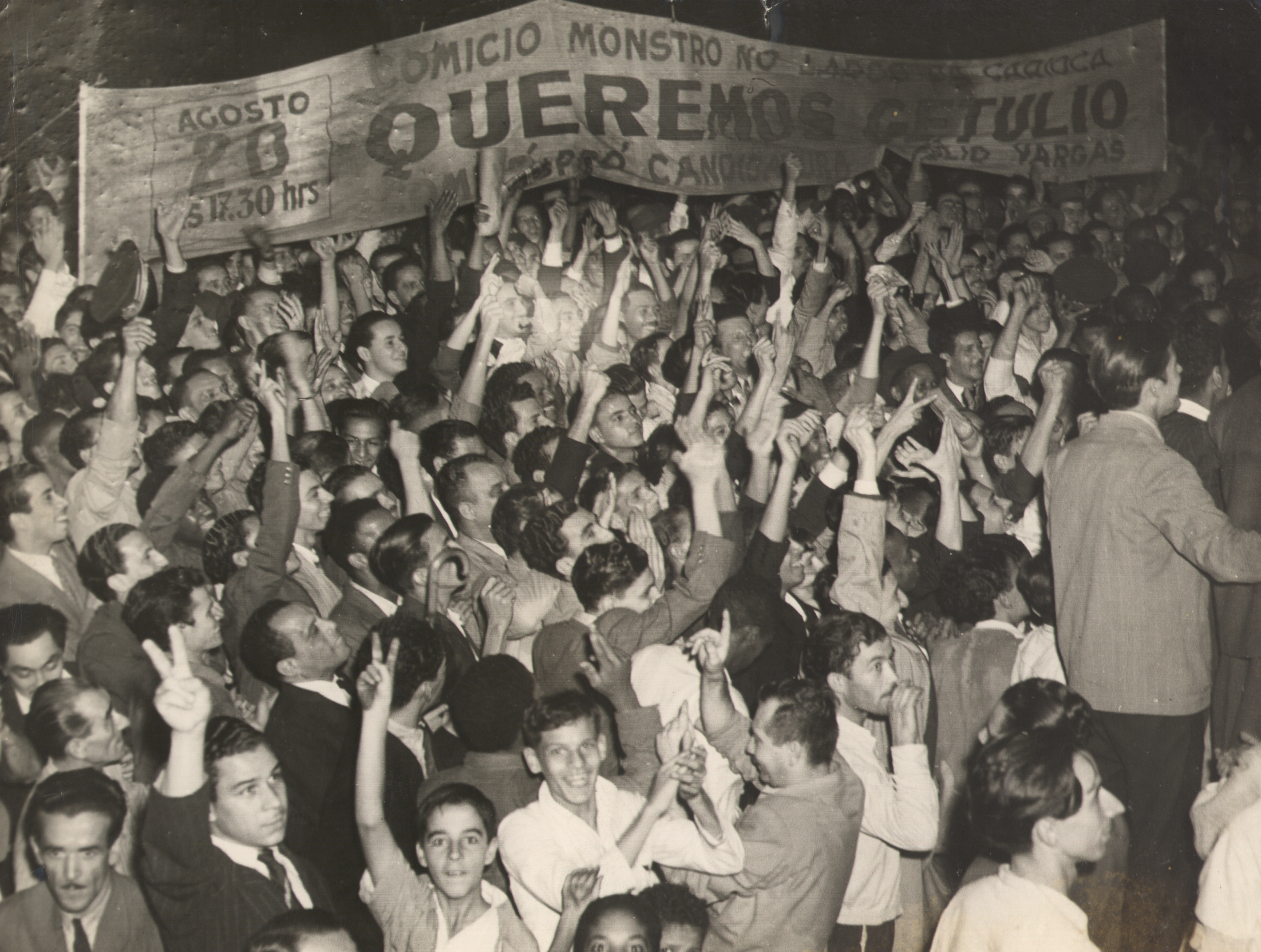
Manifestação a favor de Getúlio Vargas ao final do Estado Novo, agosto de 1945. Arquivo Nacional.

Queremismo é uma expressão relacionada a um movimento histórico de cunho político surgido em abril de 1945 com o objetivo de defender a permanência de Getúlio Vargas  na presidência da república. A expressão se originou do slogan utilizado pelo movimento "Nós Queremos Getúlio". Significava o adiamento das eleições presidenciais, o lançamento da candidatura de Vargas, e a convocação da Assembleia Nacional Constituinte. Os antecedentes de tal movimento remontam a 28 de janeiro de 1942, com o encerramento da reunião de chanceleres do Rio de Janeiro, onde o Brasil anunciou o rompimento de relações diplomáticas com os governos alemão e italiano, precipitando a entrada do país na Segunda Guerra Mundial para combater os exércitos nazifascistas lado a lado com os Aliados. 
Getúlio liberta presos políticos, dá liberdade de criação de novos partidos políticos, e marca a eleição direta para fevereiro de 1945.
No mês de maio, a cidade do Rio de Janeiro serve de palco para o lançamento oficial do movimento queremista, cujos integrantes reivindicavam basicamente o adiamento das eleições e a convocação de uma Assembleia Nacional Constituinte, mas exigiam o lançamento da candidatura Vargas caso o pleito fosse confirmado para a data estipulada. Orientada pelos trabalhistas e apoiada pelos comunistas, a pregação do queremismo (Queremos Getúlio) expande-se.
O movimento do queremismo atinge seu auge no segundo semestre de 1945 quando as atenções voltaram-se para a Assembleia Constituinte, atingindo outras regiões que não os principais centros políticos. Grandes manifestações públicas de apoio a Getúlio Vargas foram organizadas em diferentes regiões, atraindo multidões de entusiasmados seguidores do presidente em exercício. Nessa altura dos acontecimentos, inflado pelo apoio das ruas, Vargas dava mostras de que realmente pretendia continuar à frente do governo.
Finalmente, em outubro de 1945, um comício pró-getulista marcado para o dia 27 foi proibido por João Alberto Lins de Barros, chefe de polícia do Distrito Federal (na época, a cidade do Rio de Janeiro). Getúlio Vargas não gostou da proibição e reagiu substituindo Lins de Barros pelo seu irmão mais novo, Benjamin Vargas, o Bejo, o que foi interpretado pelos adversários como uma manobra preparatória visando sua continuidade no poder. A partir desse episódio a situação política se agravou de tal forma que o Alto Comando do Exército preocupou-se com a situação e por isso reuniu-se no dia 29 com o Ministro da Guerra, general Góes Monteiro, resultando na deposição de Getúlio Vargas da presidência da república, sendo esta entregue ao presidente do Supremo Tribunal Federal, José Linhares.